# Coffee and TV
Coffee and TV è un singolo del gruppo musicale inglese Blur, pubblicato il 28 giugno 1999, secondo estratto dal sesto album in studio 13.
Il brano è stato pubblicato anche nella compilation del gruppo Blur: The Best Of.

## Il brano
La canzone è stata scritta dal chitarrista Graham Coxon, che ne è anche l'interprete principale al posto del frontman Damon Albarn. Il testo parla sostanzialmente dei problemi di Coxon con l'alcolismo.

## Il videoclip
Il videoclip del brano è diretto da Garth Jennings e narra la storia di un contenitore del latte che parte alla ricerca del chitarrista del gruppo, Graham Coxon, apparentemente scomparso di casa. Dopo aver superato alcune prove riuscirà a trovare il componente della band. Alla fine del video si scoprirà che in realtà il chitarrista è rinchiuso a provare la canzone. Vedendo sul contenitore del latte la propria fotografia come persona scomparsa, il chitarrista decide di tornare a casa per rincuorare i propri genitori.

## Tracce
- CD1

1. Coffee & TV - 5:18
2. Trade Stylee (Alex's Bugman remix) - 5:59
3. Metal Hip Slop (Graham's Bugman remix) - 4:18

- CD2

1. Coffee & TV - 5:18
2. X-Offender (Damon / Control Freak's Bugman remix) - 5:41
3. Coyote (Dave's Bugman remix) - 3:52

- Musicassetta

1. Coffee & TV - 5:18
2. X-Offender (Damon / Control Freak's Bugman remix) - 5:41

- 12"

1. Coffee & TV - 5:18
2. Trade Stylee (Alex's Bugman remix) - 5:59
3. Metal Hip Slop (Graham's Bugman remix) - 4:18
4. X-Offender (Damon / Control Freak's Bugman remix) - 5:41
5. Coyote (Dave's Bugman remix) - 3:52

- CD pubblicato in Europa e Australia

1. "Coffee & TV"
2. "Trade Stylee (Alex's Bugman remix)"
3. "Metal Hip Slop (Graham's Bugman remix)"
4. "Coyote (Dave's Bugman remix)"
5. "X-Offender (Damon / Control Freak's Bugman remix)"

- CD pubblicato in Giappone

1. "Coffee & TV"
2. "Tender (Cornelius remix)"
3. "Bugman"
4. "Trade Stylee (Alex's Bugman remix)"
5. "Metal Hip Slop (Graham's Bugman remix)"
6. "Coyote (Dave's Bugman remix)"
7. "X-Offender (Damon / Control Freak's Bugman remix)"

## Formazione
- Damon Albarn - tastiere, chitarra, voce
- Graham Coxon - voce, chitarra
- Alex James - basso
- Dave Rowntree - batteria

## Classifiche
| Classifica (1999) | Posizione massima |
| ----------------- | ----------------- |
| Irlanda           | 26                |
| Regno Unito       | 11                |